# MTV Video Music Awards/Best Visual Effects
Der MTV Video Music Award for Best Visual Effects gehört zu den technischen Kategorien. Es ist einer der wenigen Awards, die seit 1984 kontinuierlich vergeben wurden. Von 1984 bis 2006 hieß er Best Special Effects in a Video und von 2007 bis 2011 Best Special Effects. 2012 erhielt er seinen heutigen Namen.
Wie bei allen technischen Kategorien wird auch in diesem Fall sowohl der Künstler, der Manager des Künstlers als auch der eigentliche Ausführende, in diesem Fall der Regisseur des Videos ausgezeichnet.
Den Rekord halten Regisseur Jim Blashfield, Special-Effects-Techniker Sean Broughton und die Produktionsgesellschaft GloriaFX, die den Award je zweimal erhielten. GloriaFX wurde außerdem sechs Mal nominiert.
An Künstlern gewann Peter Gabriel den Award dreimal. Dagegen war Missy Elliott sechs Mal nominiert.

## Übersicht
| Award | Jahr | Preisträger                                                       | für das Video                                                   | Nominierungen |
| ----- | ---- | ----------------------------------------------------------------- | --------------------------------------------------------------- | --- |
| 01.   | 1984 | Godley & Creme                                                    | Herbie Hancock – Rockit                                         | - The Cars – You Might Think (Spezialeffekte: Charlex) - Thomas Dolby – Hyperactive (Spezialeffekte: Dave Yardley) - Billy Idol – Dancing with Myself (Spezialeffekte: Eric Critchley) - Talking Heads – Burning Down the House (Spezialeffekte: David Byrne und Julia Hayward) |
| 02.   | 1985 | Tony Mitchell, Kathy Dougherty und Peter Cohen                    | Tom Petty & the Heartbreakers – Don’t Come Around Here No More  | - Bryan Adams – Run to You (Special Effects: Cinebuild) - Lindsey Buckingham – Go Insane (Special Effects: David Yardley) - Lindsey Buckingham – Slow Dancing (Special Effects: David Yardley) - Culture Club – It’s a Miracle (Special Effects: David Yardley) |
| 03.   | 1986 | Michael Patterson und Candace Reckinger                           | a-ha – Take On Me                                               | - Pat Benatar – Sex as a Weapon (Special Effects: Daniel Kleinman und Richard Uber) - Dire Straits – Money for Nothing (Special Effects: Ian Pearson) - X – Burning House of Love (Special Effects: Daniel Kleinman) - ZZ Top – Rough Boy (Special Effects: Max Anderson und Chris Nibley) |
| 04.   | 1987 | Peter Lord                                                        | Peter Gabriel – Sledgehammer                                    | - Eurythmics – Missionary Man (Special Effects: Willy Smax) - Peter Gabriel – Big Time (Special Effects: Peter Wallach) - Genesis – Land of Confusion (Special Effects: Jim Yukich und John Lloyd) - Paul Simon – The Boy in the Bubble (Special Effects: Jim Blashfield) |
| 05.   | 1988 | Jim Francis und Dave Barton                                       | Squeeze – Hourglass                                             | - Grateful Dead – Touch of Grey (Special Effects: Gary Gutierrez) - George Harrison – Got My Mind Set on You (Special Effects: John McCallum) - George Harrison – When We Was Fab (Special Effects: Chris Lyons) - INXS – Need You Tonight/Mediate (Special Effects: Lynn Maree Milburn) |
| 06.   | 1989 | Jim Blashfield                                                    | Michael Jackson – Leave Me Alone                                | - Adrian Belew – Oh Daddy (Special Effects: Joey Ahlbum) - The Escape Club – Wild, Wild West (Special Effects: Nicholas Brandt und Bridget Blake-Wilson) - Prince – I Wish U Heaven (Special Effects: Maury Rosenfeld und Fred Raimondi) |
| 07.   | 1990 | Jim Blashfield                                                    | Tears for Fears – Sowing the Seeds of Love                      | - Paula Abdul – Opposites Attract (Special Effects: Michael Patterson) - Billy Idol – Cradle of Love (Special Effects: Peter Moyer) - Billy Joel – We Didn't Start the Fire (Special Effects: Chris Blum) |
| 08.   | 1991 | David Faithfull und Ralph Ziman                                   | Faith No More – Falling to Pieces                               | - Neneh Cherry – I've Got You Under My Skin (Special Effects: Pitov) - MC Hammer – Here Comes the Hammer (Special Effects: Fred Raimondi und Maury Rosenfeld) - The Replacements – When It Began (Special Effects: Carl Bressler und Paul Rachman) - Seal – Crazy (Special Effects: Big TV!) - Bart Simpson – Do the Bartman (Special Effects: Brad Bird) |
| 09.   | 1992 | Simon Taylor                                                      | U2 – Even Better Than the Real Thing                            | - David Byrne – She's Mad (Special Effects: Carlos Arguello und Michele Ferrone) - Def Leppard – Let's Get Rocked (Special Effects: Ian Pearson) - Michael Jackson – Black or White (Short Version) (Special Effects: Jamie Dixon) |
| 10.   | 1993 | Real World Productions und (Colossal) Pictures                    | Peter Gabriel – Steam                                           | - Aerosmith – Livin' on the Edge (Special Effects: Cream Cheese Productions) - Terence Trent D'Arby – She Kissed Me (Special Effects: Michel Gondry) - Billy Idol – Shock to the System (Special Effects: Stan Winston) |
| 11.   | 1994 | Brett Leonard und Angel Studios                                   | Peter Gabriel – Kiss That Frog                                  | - Aerosmith – Amazing (Special Effects: Cream Cheese Films und Video Image) - Björk – Human Behaviour (Special Effects: Michel Gondry) - Tool – Prison Sex (Special Effects: Adam Jones) |
| 12.   | 1995 | Fred Raimondi                                                     | The Rolling Stones – Love Is Strong                             | - Björk – Army of Me (Special Effects: BUF) - Michael Jackson und Janet Jackson – Scream (Special Effects: Kevin Tod Haug, Alexander Frisch, Ashley Clemens, Richard 'Dr.' Baily, Jay Johnson und P. Scott Makela) - TLC – Waterfalls (Special Effects: Peter Conn und Chris Mitchell) |
| 13.   | 1996 | Chris Staves                                                      | The Smashing Pumpkins – Tonight, Tonight                        | - The Beatles – Free as a Bird (Special Effects: Johnny Senered, Kristen Johnson und Ben Gibbs) - Bone Thugs-n-Harmony – Tha Crossroads (Special Effects: Cameron Noble) - Green Day – Walking Contradiction (Special Effects: Jefferson Wagner und Brian Boles) |
| 14.   | 1997 | Jonathan Glazer und Sean Broughton                                | Jamiroquai – Virtual Insanity                                   | - Eels – Novocaine for the Soul (Special Effects: Ashley Clemens) - Marilyn Manson – The Beautiful People (Special Effects: D.A.V.E. und Panic & Bob) - The Smashing Pumpkins – The End Is the Beginning Is the End (Special Effects: Chris Staves, Nigel Randall, Edson Williams und The Brothers Strause) - Will Smith – Men in Black (Special Effects: Paul Griffin, Alan Rosenfield und Wade Howie) |
| 15.   | 1998 | Steve Murgatroyd, Dan Williams, Steve Hiam und Anthony Walsham    | Madonna – Frozen                                                | - Aerosmith – Pink (Special Effects: Kevin Yagher) - Aphex Twin – Come to Daddy (Special Effects: Chris Cunningham, Glassworks, Red, & Creature FX) - Foo Fighters – Everlong (Special Effects: Paul Sokol & Chris W.) - Garbage – Push It (Special Effects: Sebastien Caudron) |
| 16.   | 1999 | Sean Broughton, Stuart D. Gordon & Paul Simpson of Digital Domain | Garbage – Special                                               | - The Black Eyed Peas – Joints & Jam (Special Effects: Brian Beletic & Todd Somodivilla) - Busta Rhymes (feat. Janet Jackson) – What's It Gonna Be?! (Special Effects: Fred Raimondi) - Korn – Freak on a Leash (Special Effects: Matt Beck, Edson Williams, & the Brothers Strause) - Madonna – Nothing Really Matters (Special Effects: Johan Renck, Bjorn Benckert & Tor-Bjorn Olsson) - Will Smith – Miami (Special Effects: Eric Swenson, Andrea Mansour & Simon Mowbray) |
| 17.   | 2000 | Glassworks                                                        | Björk – All Is Full of Love                                     | - Lauryn Hill – Everything Is Everything (Special Effects: Method Studios) - Metallica – I Disappear (Special Effects: Asylum Visual Effects) - Red Hot Chili Peppers – Californication (Special Effects: Pixel Envy) - Supergrass – Pumping on Your Stereo (Special Effects: Jim Henson's Creature Shop) |
| 18.   | 2001 | Carter White FX, Audio Motion und Clear Post Production           | Robbie Williams – Rock DJ                                       | - Missy Elliott – Get Ur Freak On (Special Effects: Glenn Bennett) - Fatboy Slim – Weapon of Choice (Special Effects: Ben Gibbs) - U2 – Elevation (Tomb Raider Mix) (Special Effects: Pixel Envy und Chris Watts) |
| 19.   | 2002 | Twisted Labs und Sébastien Fau                                    | The White Stripes – Fell in Love with a Girl                    | - Missy Misdemeanor Elliott (feat. Ludacrisund Trina) – One Minute Man (Special Effects: Nathan McGuinness und Marc Varisco) - P.O.D. – Alive (Special Effects: Pixel Envy) - Will Smith – Black Suits Comin' (Nod Ya Head) (Special Effects: Pixel Envy) |
| 20.   | 2003 | Nigel Sarrag                                                      | Queens of the Stone Age – Go with the Flow                      | - Missy Elliott – Work It (Special Effects: Realm Productions) - Floetry – Floetic (Special Effects: Base 2 Studios) - Radiohead – There There (Special Effects: John Williams und Dave Lea) - The White Stripes – Seven Nation Army (Special Effects: BUF) |
| 21.   | 2004 | Elad Offer, Chris Eckardt und Money Shots                         | OutKast – Hey Ya!                                               | - Incubus – Megalomaniac (Special Effects: Jake Banks, Matt Marquis und Stardust Studios) - Modest Mouse – Float On (Special Effects: Christopher Mills und Revolver Film Company) - Steriogram – Walkie Talkie Man (Special Effects: Angus Kneale, Jamie Scott und The Mill) - The White Stripes – The Hardest Button to Button (Special Effects: Richard de Carteret, Angus Kneale und Dirk Greene) |
| 22.   | 2005 | Passion Pictures                                                  | Gorillaz – Feel Good Inc.                                       | - Coldplay – Speed of Sound (Special Effects: A52) - Missy Elliott (feat. Ciara & Fatman Scoop) – Lose Control (Special Effects: Radium) - Ludacris – Number One Spot (Special Effects: 20Twenty) - The Mars Volta – The Widow (Special Effects: Artificial Army) - U2 – Vertigo (Special Effects: Jam Abelenet) |
| 23.   | 2006 | Louis Mackall und Tonia Wallander                                 | Missy Elliott – We Run This                                     | - Angels & Airwaves – The Adventure (Special Effects: Jack Effects) - Beck – Hell Yes (Special Effects: Hammer & Tongs) - Pearl Jam – Life Wasted (Special Effects: Fernando Apodaca) - U2 – Original of the Species (Special Effects: John Leamy und Lawrence Nimrichter) |
| –     | 2007 | nicht vergeben                                                    |                                                                 | |
| 24.   | 2008 | SoMe, Jonas & François                                            | Kanye West (feat. T-Pain) – Good Life                           | - Erykah Badu – Honey (Special Effects: X1 FX) - Coldplay – Violet Hill (Special Effects: Asa Mader) - Missy Elliott – Ching-a-Ling / Shake Your Pom Pom (Special Effects: Les Umberger) - Linkin Park – Bleed It Out (Special Effects: David Lebensfeld und Adam Catino) |
| 25.   | 2009 | Chimney Pot                                                       | Lady Gaga – Paparazzi                                           | - Beyoncé – Single Ladies (Put a Ring on It) (Special Effects: VFX Effects und Louis Mackall V) - Eminem – We Made You (Special Effects: Ingenuity Engine) - Gnarls Barkley – Who’s Gonna Save My Soul (Special Effects: Gradient Effects und Image Metrics) - Kanye West – Love Lockdown( Special Effects: Wizardflex und Ghost Town Media) |
| 26.   | 2010 | Humble TV & Sam Stephens                                          | Muse – Uprising                                                 | - Dan Black – Symphonies (Special Effects: Corinne Bance und Axel D’Harcourt) - Eminem – Not Afraid (Special Effects: Animaholics-VFX) - Green Day – 21st Century Breakdown (Special Effects: Laundry) - Lady Gaga – Bad Romance (Special Effects: Skulley Effects VFX) |
| 27.   | 2011 | Jeff Dotson for Dot & Effects                                     | Katy Perry (featuring Kanye West) – E.T.                        | - Chromeo – Don’t Turn the Lights On (Special Effects: The Mill) - Linkin Park – Waiting for the End (Special Effects: Ghost Town Media) - Manchester Orchestra – Simple Math (Special Effects: Daniels) - Kanye West (featuring Dwele) – Power (Special Effects: Nice Shoes und ArtJail) |
| 28.   | 2012 | Deka Brothers und Tony T. Datis                                   | Skrillex – First of the Year (Equinox)                          | - David Guetta (featuring Nicki Minaj) – Turn Me On (Visuelle Effekte: Copa Network) - Linkin Park – Burn It Down (Visuelle Effekte: Ghost Town Media) - Katy Perry – Wide Awake (Visuelle Effekte: Ingenuity Engine) - Rihanna – Where Have You Been (Visuelle Effekte: George Lucas) |
| 29.   | 2013 | Grady Hall, Jonathan Wu und Derek Johnson                         | Capital Cities – Safe und Sound                                 | - Duck Sauce – It’s You (Visuelle Effekte: Royal Post / Paris) - Flying Lotus – Tiny Tortures (Visuelle Effekte: Dustin Bowser) - Skrillex (featuring The Doors) – Breakn’ a Sweat (Visuelle Effekte: Bonnie Brae, BEMO, Jeff Dotson und Erik Lee) - The Weeknd – Wicked Games (Visuelle Effekte: Drop und Abel) |
| 30.   | 2014 | 1stAveMachine                                                     | OK Go – The Writing’s on the Wall                               | - Disclosure – Grab Her! (Spezialeffekte: Mathematic und Emile Sornin) - DJ Snake und Lil Jon – Turn Down for What (Spezialeffekte: DANIELS und Zak Stoltz) - Eminem – Rap God (Spezialeffekte: Rich Lee, Louis Baker, Mammal Studios, Laundry! und Sunset Edit) - Jack White – Lazaretto (Spezialeffekte: Mathematic und Jonas & François) |
| 31.   | 2015 | Brewer                                                            | Skrillex und Diplo (featuring Justin Bieber) – Where Are Ü Now  | - Childish Gambino – Telegraph Ave. (Spezialeffekte: Gloria FX) - FKA Twigs – Two Weeks (Spezialeffekte: Gloria FX, Tomash Kuzmytskyi, und Max Chyzhevskyy) - Taylor Swift (featuring Kendrick Lamar) – Bad Blood (Spezialeffekte: Ingenuity Studios) - Tyler, The Creator – Fucking Young/Death Camp (Spezialeffekte: Gloria FX) |
| 32.   | 2016 | Vania Heymann                                                     | Coldplay – Up&Up                                                | - Adele – Send My Love (To Your New Lover) (Spezialeffekte: Sam Sneade) - FKA Twigs – M3LL155X (Spezialeffekte: Lewis Sanders und Jihoon Yoo) - The Weeknd – Can’t Feel My Face (Spezialeffekte: Bryan Smaller) - Zayn – Pillowtalk (Spezialeffekte: David Smith) |
| 33.   | 2017 | Jonah Hall                                                        | Kendrick Lamar – Humble                                         | - A Tribe Called Quest – Dis Generation (Spezialeffekte: Brandon Hirzel) - Kyle (featuring Lil Yachty) – iSpy (Spezialeffekte: Max Colt, Tomash Kuzmytskyi) - Katy Perry (featuring Skip Marley) – Chained to the Rhythm (Spezialeffekte: MIRADA) - Harry Styles – Sign of the Times (Spezialeffekte: Cédric Nivoliez) |
| 34.   | 2018 | Loris Paillier von BUF Paris                                      | Kendrick Lamar und SZA – All the Stars                          | - Avicii (featuring Rita Ora) – Lonely Together (Visual Effects: KPP) - Eminem (featuring Beyoncé) – Walk on Water (Visual Effects: Rich Lee für Drive Studios) - Ariana Grande – No Tears Left to Cry (Visual Effects: Vidal und Loris Paillier für BUF Paris) - Maroon 5 – Wait (Visual Effects: Timber) - Taylor Swift – Look What You Made Me Do (Visual Effects: Ingenuity Studios) |
| 35.   | 2019 | Loris Paillier und Lucas Salton for BUF VFX                       | Taylor Swift (feat. Brendon Urie von Panic! at the Disco) – Me! | - DJ Khaled (feat. SZA) – Just Us (Visual Effects: GloriaFX, Sergii Mashevskyi und Anatolli Kuzmytskyi) - Billie Eilish – When the Party's Over (Visual Effects: Ryan Ross und Andres Jaramillo) - FKA Twigs – Cellophane (Visual Effects: Analog) - Ariana Grande – God Is a Woman (Visual Effects: Fabrice Lagayette at Mathematic) - LSD – No New Friends (Visual Effects: Ethan Chancer) |
| 36.   | 2020 | Mathematic                                                        | Harry Styles – Adore You                                        | - Billie Eilish – all the good girls go to hell (Visual Effects: Drive Studio) - Lady Gaga with Ariana Grande – Rain on Me (Visual Effects: Ingenuity Studios) - Dua Lipa – Physical (Visual Effects: EIGHTY4) - Demi Lovato – I Love Me (Visual Effects: Hoody FX) - Travis Scott – Highest in the Room (Visual Effects: Ingenuity Studios) |
| 37.   | 2021 | Mathematic                                                        | Lil Nas X – Montero (Call Me by Your Name)                      | - Bella Poarch – Build a Bitch (Visual Effects: Andrew Donoho, Denhov Visuals, Denis Strahhov, Rein Jakobson, Vahur Kuusk, Tatjana Pavlik and Yekaterina Vetrova) - Coldplay – Higher Power (Visual Effects: Mathematic) - Doja Cat and the Weeknd – You Right (Visual Effects: La Pac, Anthony Lestremau, Julien Missaire, Petr Shkolniy, Alexi Bailla, Micha Sher, Antoine Hache, Mikros MPC, Nicolas Huget, Guillaume Ho Tsong Fang, Benjamin Lenfant, Stephane Pivron, MPC Bangalore, Chanakya Chander, Raju Ganesh and David Rouxel) - Glass Animals – Tangerine (Visual Effects: YSF Studio Paris) - Pink – All I Know So Far (Visual Effects: Dominique Vidal, Geoffrey Niquet, Annabelle Zoellin and Camille Gibrat) |
| 38.   | 2022 | Cameo FX                                                          | Lil Nas X and Jack Harlow – Industry Baby                       | - Billie Eilish – Happier Than Ever (Visual Effects: Vincent Argentine, Henric Hedin, Will Kosman, Will Kosman and John Zymali) - Coldplay and BTS – My Universe (Visual Effects: Ingenuity, Rodeo FX, BUF and AMGI) - Kendrick Lamar – The Heart Part 5 (Visual Effects: Deep Voodoo) - Megan Thee Stallion and Dua Lipa – Sweetest Pie (Visual Effects: Mário Dubec, UPP and Onepixel Brush) - The Kid Laroi and Justin Bieber – Stay (Visual Effects: Digital Axis) |
| 39.   | 2023 | Parliament                                                        | Taylor Swift – Anti-Hero                                        | - Fall Out Boy – Love from the Other Side (Visual Effects: Thomas Bailey and Josh Shaffner) - Harry Styles – Music for a Sushi Restaurant (Visual Effects: Chelsea Delfino and Black Kite Studios) - Melanie Martinez – Void (Visual Effects: Carbon) - Nicki Minaj – Super Freaky Girl (Visual Effects: CameoFX) - Sam Smith and Kim Petras – Unholy (Visual Effects: Max Colt and FRENDER) |